# Фолкэм, Ирис
Ирис Грин Фолкэм (25 августа 1938, Гонолулу — 19 февраля 2010, Понпеи, Понпеи) — американская библиотекарша, исследовательница и госработница из Микронезии. Фолкэм была первой леди Федеративных Штатов Микронезии с 1999 по 2003 год во время правления её мужа, бывшего президента Лео Фолкэма.
Ирис Фолкэм была уроженкой Гавайев, но проживала на территории нынешних Федеративных Штатов Микронезии более сорока лет. Она училась в Гавайском университете в Маноа и в Технической школе Капиолани, которая теперь называется Общественным колледжем Капиолани.
Фолкэм работала библиотекаршей и исследовательницей коллекции Тихоокеанских островов Колледжа Микронезии с 1979 года до своей смерти в 2010 году. В начале своей карьеры она также работала библиотекаршей в Конгрессе Федеративных Штатов Микронезии, а также в отделе общественной информации в штаб-квартире подопечной территории Тихоокеанских островов на Сайпане. Среди прочей гражданской деятельности Фолкэм была служба в совете католической школы Понпеи, казначейство Клуба львов Понпеи и членство в католической женской организации под названием Lih en Mercedes.
Ирис Грин Фолкэм умерла в пятницу, 19 февраля 2010 года, в Понпеи. Президент Манни Мори назвал Фолкэм «милостивой и заботливой матерью нашего народа».